# Melinoé
Melinoé khtonikus nimfa vagy istennő, akit az orfikus himnuszok (i. sz. 2–3. század) egyikében megidéznek, és rémálmok és őrület előidézőjeként ábrázolnak. A himnuszban Melinoé olyan tulajdonságokkal rendelkezik, amelyek Hekatéhoz és az Erinnüszökhoz teszik hasonlóvá, és a nevet néha Hekaté jelzőjének tartják. A kifejezések, amelyekkel Melinoét leírják, a görög költészetben a holdistennőkre jellemzőek.
Zeusz és Perszephoné lánya, akit Zeusz fogant meg Perszephoné férje, Hadész alakjában. Az alvilági Kokitosz folyó torkolatánál született. Éjszakánként kísérteties jelenésekkel kísérti az embereket, őrületbe kergetve őket.

## Fordítás
- Ez a szócikk részben vagy egészben  a   Melinoë című angol Wikipédia-szócikk ezen változatának fordításán alapul.  Az eredeti cikk szerkesztőit annak laptörténete sorolja fel. Ez a jelzés csupán a megfogalmazás eredetét és a szerzői jogokat jelzi, nem szolgál a cikkben szereplő információk forrásmegjelöléseként.
- Ez a szócikk részben vagy egészben  a   Melinoe című német Wikipédia-szócikk ezen változatának fordításán alapul.  Az eredeti cikk szerkesztőit annak laptörténete sorolja fel. Ez a jelzés csupán a megfogalmazás eredetét és a szerzői jogokat jelzi, nem szolgál a cikkben szereplő információk forrásmegjelöléseként.